# Ламінгтон (вулкан)
Ламінгтон (англ. Lamington) — діючий вулкан в Папуа Новій Гвінеї.
Розташований у провінції Оро (Північна провінція). Кратер вулкана розташований на висоті 1680 метрів.
21 січня 1951 відбулося виверження вулкана — загинуло 2942 людини. Вибух було чутно на узбережжі Нової Британії за 320 км. За 20 хв хмара попелу піднялася на висоту 15 км.
Популярний туристичний об'єкт у країні. На його схилах гніздяться тисячі птахів.